# David Peterson

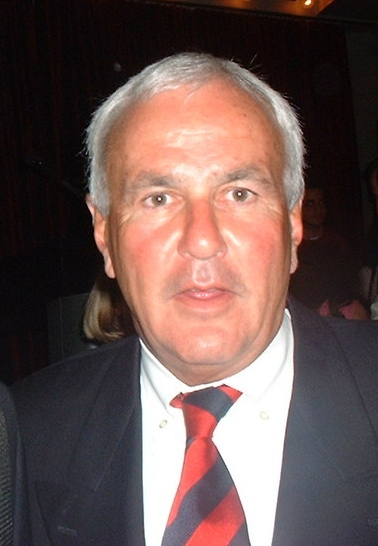
David Peterson (2005)

David Robert Peterson, PC, O.Ont (* 29. Dezember 1943 in Toronto, Ontario) ist ein kanadischer Politiker und ehemaliger Premierminister von Ontario.

## Biografie

### Berufliche und politische Laufbahn
Nach dem Schulbesuch studierte er zunächst an der University of Western Ontario und schloss dieses mit einem Bachelor of Arts (B.A.) ab. Danach absolvierte er ein Postgraduiertenstudium an der University of Toronto, das er mit einem Bachelor of Laws (LL.B.) beendete. Nach seiner Zulassung 1969 war er als Rechtsanwalt tätig.
Peterson begann seine politische Laufbahn 1975 als Kandidat der Ontario Liberal Party (OLP) mit der erstmaligen Wahl zum Mitglied der Legislativversammlung von Ontario (Legislative Assembly of Ontario) und wurde außerdem finanzpolitischer Sprecher seiner Fraktion. 1982 erfolgte seine Wahl zum Vorsitzenden der OLP als Nachfolger von Stuart Smith. Innerhalb von nur drei Monaten gelang es ihm Parteispenden in Höhe von 350.000 Kanadischen Dollar zum Abbau der Schulden der Partei einzuwerben.
1985 führte er einen methodisch geplanten Wahlkampf, der dazu führte, dass die OLP bei den Wahlen vom 2. Mai 1985 die Anzahl ihrer Mandate von 34 auf 48 zu erhöhen, während die Progressive Conservative Party of Ontario (PCP-O) 18 ihrer 70 Sitze verlor und somit nur noch mit 4 Mandaten vor der OLP lag. Nach der Wahl gelang ihm die Zusage der Ontario New Democratic Party (NDP) zum Sturz der von Frank Miller von der PCP-O geführten Minderheitsregierung.
Durch die Unterstützung der NDP wurde er selbst schließlich am 26. Juni 1985 zum Premierminister von Ontario und damit zum ersten liberalen Premierminister der Provinz seit 1943. Er versprach die Bildung einer offenen und leicht erreichbaren Regierung und unterstrich dieses Versprechen dadurch, dass er als erster Premierminister von Ontario seinen Amtseid in einer öffentlichen Zeremonie ablegte.
Die Wahlen zur Legislativversammlung im September 1987 brachten erdrutschartige Gewinne für die OLP, die 95 der 130 Mandate erreichte und damit ihren Sitzanteil annähernd verdoppeln konnte, während die PCP-O 36 ihrer Mandate verlor und nur noch 16 Sitze bekam. Während seiner Amtszeit kam es am 3. Juni 1989 zur Eröffnung des SkyDome, der multifunktionalen Sportarena in Toronto.
Am 30. Juli 1990 machte Peterson jedoch den Fehler, dass er ohne ersichtlichen Grund Neuwahlen ausrief. Zunächst sah alles nach einem erneuten überdeutlichen Wahlgewinn der OLP aus, allerdings begann die Partei zunehmend in der Wählergunst zu verlieren, so dass es bei den Wahlen am 6. September 1990 zu einem historischen Wahlsieg der NDP unter Bob Rae kam, der am 1. Oktober 1990 erster und bisher einziger Premierminister der Provinz von der NDP wurde.
Ein Grund für die Wahlniederlage der OLP war sicherlich, dass die Wähler eine um zwei Jahre vorgezogene Wahl ablehnten, andererseits aber auch die zunehmende Skepsis gegenüber der Regierung und gegen Peterson selbst, der an im Ergebnis erfolglosen Geheimgesprächen zur Ergänzung der Verfassung von Kanada teilnahm, die als Meech Lake Accord bekannt wurden.
Peterson selbst erlitt ebenfalls eine Wahlniederlage in seinem Wahlkreis London Centre und schied damit aus der Legislativversammlung aus. Nachfolger als Parteivorsitzender wurde der frühere Vorsitzende Robert Nixon.
Seit 2006 ist er Kanzler (Chancellor) der University of Toronto.
Im April 2006 wurde er um die Übernahme der Vermittlerrolle in der Caledonia-Landbesetzung gebeten, einer Auseinandersetzung zwischen Irokesen auf der einen Seite sowie Rohstoffunternehmen und der Regierung von Ontario auf der anderen Seite.

### Familie
David Peterson ist verheiratet mit der Schauspielerin und Schriftstellerin Shelley Peterson. Sein Sohn Benjamin Peterson ist Mitbegründer sowie Exekutivdirektor der Internationalen Organisation Journalists for Human Rights (jhr).
Sein älterer Bruder Jim Peterson war ein langjähriger Abgeordneter des Kanadischen Unterhauses sowie von 2003 bis 2006 Minister für Internationalen Handel im Kabinett von Premierminister Paul Martin. Sein jüngerer Bruder Tim Peterson war zwischen 2003 und 2007 Mitglied der Legislativversammlung von Ontario, während seine Schwägerin Deb Matthews seit 2003 Mitglied der Legislativversammlung und seit 2009 Ministerin für Gesundheit und Langzeitpflege von Ontario ist.